# Quentin Rew
Quentin Rew (né le 16 juillet 1984 à Wellington) est un athlète néo-zélandais, spécialiste de la marche.

## Carrière
23e du 50 km marche pour ses premiers championnats du monde à Daegu en 2011, il améliore son record personnel en 3 h 55 min 03 s lors des Jeux olympiques de Londres en 2012, record qu'il porte à 3 h 50 min 27 s lors des championnats du monde à Moscou l'année suivante, ce qui lui permet de terminer 16e. 
Entre 2015 et 2019, il monte à quatre reprises sur le podium du 20 km marche des championnats d'Océanie de marche : deuxième en 2015, il se classe troisième en 2017, battant le record de Nouvelle-Zélande en 1 h 21 min 12 s, puis termine premier en 2018 et enfin troisième en 2019. Sur cette distance, il prend également la 5e place lors des Jeux du Commonwealth organisés à Gold Coast en 2018. 
Sur 50 km, il signe une 10e place aux Mondiaux de Pékin en 2015, une 12e place aux Jeux Olympiques de Rioen 2016 et une 11e place place aux Mondiaux de Londres en 2017, établissant à cette occasion un nouveau record de Nouvelle-Zélande en 3 h 46 min 29 s. Aux Mondiaux de Doha en 2019, il se classe à nouveau 11e en 4 h 15 min 54 s.

## Palmarès
| Date | Compétition           | Lieu           | Résultat | Épreuve      | Performance     |
| ---- | --------------------- | -------------- | -------- | ------------ | --------------- |
| 2011 | Championnats du monde | Daegu          | 23e      | 50 km marche | 4 h 08 min 46 s |
| 2012 | Jeux olympiques       | Londres        | 27e      | 50 km marche | 3 h 55 min 03 s |
| 2013 | Championnats du monde | Moscou         | 16e      | 50 km marche | 3 h 50 min 27 s |
| 2015 | Championnats du monde | Pékin          | 17e      | 20 km marche | 1 h 22 min 18 s |
| 2015 | Championnats du monde | Pékin          | 10e      | 50 km marche | 3 h 48 min 48 s |
| 2016 | Jeux olympiques       | Rio de Janeiro | DQ       | 20 km marche | —               |
| 2016 | Jeux olympiques       | Rio de Janeiro | 12e      | 50 km marche | 3 h 49 min 32 s |
| 2017 | Championnats du monde | Londres        | 11e      | 50 km marche | 3 h 46 min 29 s |
| 2018 | Jeux du Commonwealth  | Gold Coast     | 5e       | 20 km marche | 1 h 21 min 47 s |
| 2019 | Championnats du monde | Doha           | 11e      | 50 km marche | 4 h 15 min 54 s |

## Records
| Épreuve      | Performance          | Date            | Lieu     |  |
| ------------ | -------------------- | --------------- | -------- |  |
| 20 km marche | 1 h 21 min 12 s (NR) | 19 février 2017 | Adelaïde |  |
| 50 km marche | 3 h 46 min 29 s (NR) | 13 août 2017    | Londres  |  |